# Sumxi Co
Sumxi Co (kinesiska: 松木希错) är en sjö i Kina. Den ligger i den autonoma regionen Tibet, i den sydvästra delen av landet, omkring 1 200 kilometer nordväst om regionhuvudstaden Lhasa. Sumxi Co ligger 5 051 meter över havet. Arean är 24,8 kvadratkilometer. Trakten runt Sumxi Co är ofruktbar med lite eller ingen växtlighet. Den sträcker sig 6,1 kilometer i nord-sydlig riktning, och 8,0 kilometer i öst-västlig riktning.
Genomsnittlig årsnederbörd är 237 millimeter. Den regnigaste månaden är augusti, med i genomsnitt 58 mm nederbörd, och den torraste är november, med 1 mm nederbörd.